# Josip Stanišić
Josip Stanišić, född 2 april 2000 i München i Tyskland, är en kroatisk fotbollsspelare (försvarare) som spelar för Bayern München och Kroatiens landslag.

## Klubbkarriär
Stanišić debuterade för Bayern München i Bundesliga den 10 april 2021 i en 1–1-match mot Union Berlin. Den 20 augusti 2023 lånades han ut till ligakonkurrenten Bayer Leverkusen på ett säsongslån. I juni 2024 förlängde Stanišić sitt kontrakt i Bayern München fram till sommaren 2029.

## Landslagskarriär
Stanišić debuterade för Kroatiens landslag den 8 oktober 2021 i en 3–0-vinst över Cypern. I november 2022 blev Stanišić uttagen i Kroatiens trupp till VM 2022.

## Meriter
Bayern München II
- Vinnare av 3. Liga: 2019/2020

 Bayern München
- Vinnare av Bundesliga: 2020/2021, 2021/2022, 2022/2023
- Vinnare av DFL-Supercup: 2021, 2022

 Bayer Leverkusen
- Vinnare av Bundesliga: 2023/2024
- Vinnare av DFB-Pokal: 2023/2024